# Hôtel de ville d'Auch
L'hôtel de ville d'Auch est un monument du XVIIIe siècle situé à Auch, dans le Gers, en France.

## Localisation
L'hôtel de ville d'Auch est situé dans le centre-ville, entre la rue d'Étigny et la Rue Victor Hugo.

## Historique
C'est la dégradation de l'ancienne maison commune de la ville qui incite l'intendant Antoine Mégret d'Étigny à lancer la construction d'un nouvel hôtel de ville en 1760. Il ne verra pas la fin du chantier, étant mort en 1767, et le bâtiment étant terminé seulement en 1778.
Le bâtiment est inscrit au titre des Monuments historiques depuis le 30 mai 1947.

## Architecture
Les deux façades principales sont agrémentées de nombreuses baies vitrées. Le fronton central est surmonté d'une horloge et, par-dessus, d'un campanile en fer forgé. L'aile gauche du bâtiment comprend un théâtre d'une capacité de six cents personnes assises.

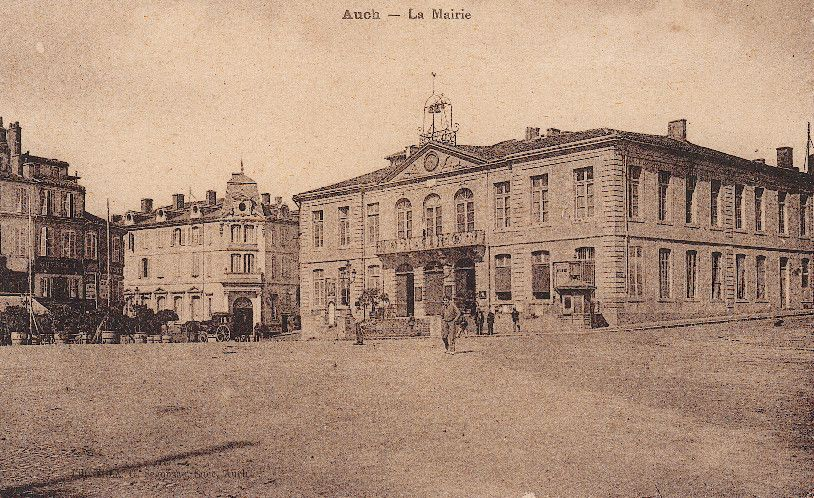
L'hôtel de ville au début du XXe siècle
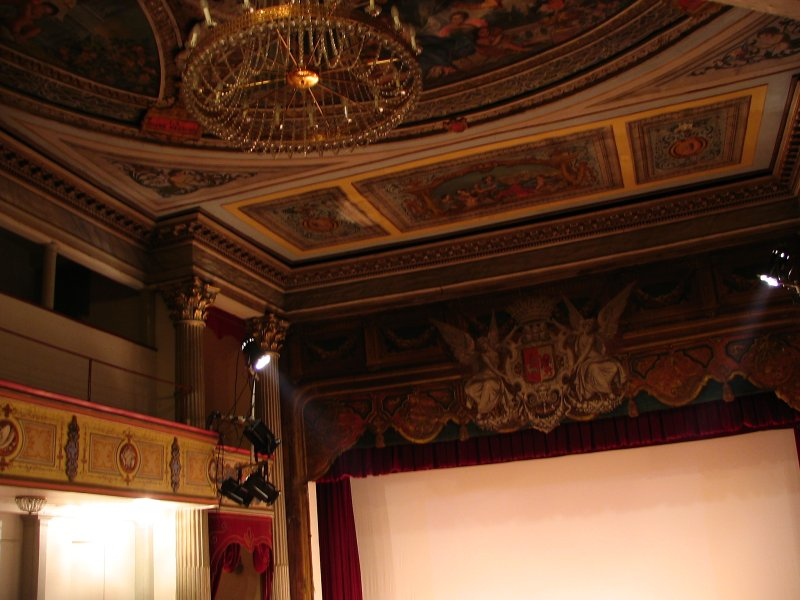
Le plafond du théâtre